# Shalla-Bal
Shalla-Bal è un personaggio immaginario dei fumetti creato da Stan Lee e John Buscema nel 1968 e pubblicato dalla casa editrice statunitense Marvel Comics. Shalla-Bal è la giovane e pacifica imperatrice del pianeta Zenn-La e l'amante di Norrin Radd, alias Silver Surfer, che diventa inizialmente l'araldo di Galactus in cambio del risparmio del suo mondo natale, separando gli amanti per l'eternità.

## Biografia del personaggio
Shalla-Bal è la giovane imperatrice del suo pianeta utopico, Zenn-La (nel sistema Deneb, galassia della Via Lattea), ed è l'amante di Norrin Radd. Quando il potentissimo divoratore di mondi Galactus arriva sul loro pianeta, Norrin si offre volontario per diventare il suo araldo in cambio del risparmio di Zenn-La. A Norrin Radd viene conferito il potere cosmico e diventa Silver Surfer, separandolo così da Shalla-Bal per molto tempo.
Alla fine, Silver Surfer si ribella al suo padrone, che lo intrappola sul pianeta Terra come punizione, erigendo una barriera energetica che Silver Surfer non può superare. Il demoniaco signore degli inferi Mefisto, che desidera sconfiggere Silver Surfer e rubare la sua nobile anima, percepisce l'angoscia di questa separazione dentro di sé e usa Shalla-Bal come pedina nel suo conflitto con l'alieno supereroe. Come parte di una cospirazione, Mefisto sostituisce la coscienza di Shalla-Bal in modo che creda di essere una normale cittadina di Latveria chiamata Helena, e il diabolico Dottor Destino ha organizzato con l'inganno una falsa celebrazione del matrimonio con lei per far sì che Silver Surfer combatta contro i Fantastici Quattro (Mister Fantastic, la Donna Invisibile, la Torcia Umana e la Cosa).
Nel frattempo, Galactus consuma le energie vitali e l'ecosfera di Zenn-La a causa del tradimento di Silver Surfer, ma risparmia la vita della sua gente avvisandoli in anticipo del suo arrivo, consentendo loro di tornare al guscio senza vita in seguito. Quando Mister Fantastic libera Silver Surfer dalla sua prigionia, torna a Zenn-La per trovarla in questo stato e apprende che Shalla-Bal è stata rapita da Mefisto. Surfer capisce la cospirazione e torna in Latveria per trovare Shalla-Bal, imprigionandosi ancora una volta sulla Terra. Surfer conferisce una parte del suo potere cosmico a Shalla-Bal mentre Mefisto la rimanda sul suo pianeta e lei è in grado di usare questo potere per ripristinare la vita sul pianeta natale Zenn-La. La donna viene quindi accettata come Imperatrice dal suo popolo. Tuttavia le responsabilità del suo ufficio fanno sì che Shalla-Bal rifiuti il matrimonio con Silver Surfer quando alla fine si libera dalla Terra per sempre, e le dice che la loro storia d'amore è finita. In seguito viene tenuta in ostaggio dagli Anziani ma viene salvata da Silver Surfer.
Shalla-Bal in seguito incontra la leader dell'Impero Kree Nenora. Shalla chiede al Surfer di proteggere Zenn-La dall'Obliterator. Shalla si allea con l'imperatrice Impero Skrull S'byll contro i Kree, dopo di che i Cotati la informano che Nenora è una Skrull travestita. Shalla viene catturata dai Kree Sentry di Nenora ma liberata dai Cotati. Racconta a S'byll e al Surfer la vera natura di Nenora e viene riportata a Zenn-La da Silver Surfer.
Shalla-Bal viene in seguito presa prigioniera dagli schiavisti e poi riunita con Silver Surfer. Shalla viene vista in un flashback mentre racconta a Norrin Radd del suicidio di suo padre. Viene vista di nuovo in un flashback al suo primo incontro con Norrin quando erano bambini. Shalla-Bal viene poi rapita con il pianeta Zenn-La dal Grande Uno. Shalla viene brevemente riunita con Silver Surfer ma si disintegra insieme all'universo tascabile del Grande Uno. Silver Surfer in seguito la riporta in vita dopo che la sua anima è stata imprigionata da Mefisto.
Dopo anni di rifiuti, Shalla-Bal una volta si legò sentimentalmente a Fennan Radd, un uomo che sosteneva di essere il fratellastro di Silver Surfer da parte di suo padre. Fennan sosteneva di essere nato dopo che la madre di Norrin, Elmar, si era suicidata.

## Altre versioni

### Terra X
Una variante di Shalla-Bal di un universo alternativo appare nella miniserie a fumetti Terra X. In questa versione è stata trasformata nella supereroina Silver Surfer da Franklin Richards / Galactus prima di essere uccisa in battaglia contro i Celestiali. Dopo la sua morte, l'originale Silver Surfer si riunisce con Shalla-Bal nell'aldilà.

## Poteri e abilità
Come membro della razza di alieni noti come Zenn-Lavians, Shalla-Bal ha una durata di vita straordinariamente lunga. Quindi, Shalla-Bal ha vissuto per secoli, anche se fisicamente è ancora una giovane donna.
Shalla-Bal un tempo era in grado di riportare la vita nell'ecosfera del pianeta Zenn-La, grazie a un frammento del potere cosmico di Silver Surfer che lui aveva posto dentro di lei. Apparentemente, riesce ancora a far crescere la vita vegetale ovunque cammini.

## Altri media

### Televisione
- Shalla-Bal è apparsa nella serie animata Silver Surfer, doppiata in originale da Camilla Scott e in italiano da Anna Maria Tulli.

### Cinema
- Shalla-Bal non appare fisicamente nel film I Fantastici 4 e Silver Surfer (2007), ma viene solo menzionata da Silver Surfer davanti alla Donna Invisibile per quanto abbia protetto la supereroina perché molto somigliante alla donna che amava.
- Shalla-Bal, alias Silver Surfer, è apparsa ufficialmente come antagonista secondaria nel trentasettesimo film del Marvel Cinematic Universe I Fantastici Quattro - Gli inizi (2025), interpretata da Julia Garner,[1][2] e doppiata in italiano da Cristina Garosi. In questo film assume più o meno le stesse caratteristiche di Norrin Radd (apparso nel secondo e ultimo film originale di Tim Story) che fin dall'inizio attacca il pianeta Terra, si scontra con i Fantastici Quattro e cerca di rapire il neonato Franklin Richards (il figlio di Mister Fantastic e della Donna Invisibile) per ordine di Galactus, ma poi alla fine aiuta i protagonisti e si sacrifica di sconfiggere il suo stesso padrone in un atto di redenzione. In questa nuova versione di Shalla-Bal non ha alcun collegamento con Norrin Radd e viene rappresentata come una scienziata di Zenn-La in cui il suo ruolo di Silver Surfer è assicurare la sopravvivenza della sua famiglia e del suo pianeta natale.